# Днепропетровска област
Днепропетровска област (на украински: Дніпропетровська область) е една от 24-те области на Украйна. Площ 31 923 km² (2-ро място по големина в Украйна, 5,29% от нейната площ). Население на 1 февруари 2015 г. 3 203 168 души (7,25% от нейното население). Административен център град Днипро. Разстояние от Киев до Днипро 592 km.

## Историческа справка
Първите градове на днешната територия на Днепропетровска област са признати за такива в края на 18 в.: Никопол (1782 г., селището е основано през 1774 г.), Днипро (1783 г. под името Екатеринослав, от 1802 г. Новоросийск, след това отново Екатеринослав, от 1926 г. Днепропетровск, от 2016 г. Днипро), Новомосковск (1784 г., основан през 1687 г.) и Павлоград (1787 г.). Четиринадесет селища са признати за градове по време на СССР, в периода от 1919 г. (Кривой рог) до 1981 г. (Подгорное). Последните 2 града Зеленодолск (1993 г.) и Перешчепино (2000 г.) са признати за такива след разпадането на СССР и образуването на независима Украйна.
Виницка област е образувана на 27 февруари 1932 г. и е една от първите 5 области на територията на бившата Украинска ССР. На 17 юли 1932 г. от части от Днепропетровска и Харковска област се образува Донецка област, а на 10 януари 1939 г. от състава на Днепропетровска област е отделена Запорожка област.

## Географска характеристика
Днепропетровска област е разположена в югоизточната част на Украйна. На северозапад граничи с Кировоградска област, на север – с Полтавска област, на североизток – с Харковска област, на изток – с Донецка област, на юг – със Запорожка и Херсонска област и на югозапад – с Николаевска област. В тези си граници заема площ от 31 923 km² (2-ро място по големина в Украйна, 5,29% от нейната площ).
Релефът на областта е предимно равнинен. На запад в областта навлизат крайните югоизточни, силно разчленени части на Приднепровското възвишение с височина до 209 m, а в югоизточната ѝ част – крайната северозападна периферия на Приазовското възвишение с височина до 211 m (48°05′41″ с. ш. 36°18′14″ и. д. / 48.094722° с. ш. 36.303889° и. д., при село Ортишки, Покровски район). Централната и северната част на областта е заета от Приднепровската низина, преминаваща на юг в Причерноморската низина,.
Климатът е умерено континентален. Средната януарска температура варира от -5 °C на югозапад до -6,5 °C на североизток, а средната юлска съответно от 23,5 °C до 22 °C. Годишната сума на валежите се изменя от 450 mm на север до 400 mm на юг. Продължителността на вегетационния период (минимална денонощна температура 5 °C) е около 210 денонощия.
Територията на Днепропетровска област изцяло попада във водосборния басейн на река Днепър. Главната водна магистрала Днепър, пресича областта от северозапад на югоизток и я дели на две почти равни части. Главните притоци на Днепър са: леви – Орел и Самара (с левия си приток Волча); десни – Базавлук, Мокрая Сура, Ингулец (с притока си Саксаган). Регулярно корабоплане се извършва по Днепър и долното течение на Самара.
Преобладаващите почви в областта са черноземните и тъмнокафявите, а по долините на реките – ливадно-черноземните и оподзолените. Цялата територия на областта попада в степната зона и почти повсеместно представляват обработваеми земи. Горите заемат 2,6% от нейната територия, съставени са основно от дъб, осика, бреза и клен и са разпространени предимно по долините на реките, а около 1% представляват полезащитни пояси. Животинският свят е представено от сърна, вълк, лисица, заек, гризачи и др., а от птиците се срещат сива гъска, полска и степна дропла, дива патица и др.

## Население
На 1 февруари 2015 г. населението на Днепропетровска област е наброявало 3 203 168 души (7,25% от населението на Украйна). Гъстота 100,3 души/km². Градско население 83,59%. Етнически състав: украинци 2 825 800 души, 79,3%, руснаци 627 500, 17,6%, беларуси 29 500, 0,8%, евреи 13 700, 0,4%, арменци 10 600, 0,3%, азербайджанци 5600, 0,2% и др.

## Административно-териториално деление
В административно-териториално отношение Днепропетровска област се дели на 13 областни градски окръга, 22 административни района, 20 града, в т.ч. 13 града с областно подчинение и 7 града с районно подчинение, 45 селища от градски тип и 18 градски района, в градовете Днипро (8), Камянске (3) и Кривой рог (7).
| Административна единица | Площ (km²) | Население (2017 г.) | Административен център | Население (2017 г.) | Разстояние до Днипро (в km) | Други градове и сгт с районно подчинение                         |
| ----------------------- | ---------- | ------------------- | ---------------------- | ------------------- | --------------------------- | ---------------------------------------------------------------- |
| Областен градски окръг  |            |                     |                        |                     |                             |                                                                  |
| 1. Волногорск           | 10         | 22 845              | гр. Волногорск         | 22 845              | 39                          |                                                                  |
| 2. Днипро               | 405        | 1 407 000           | гр. Днипро             | 998 103             | -                           | Авиаторское                                                      |
| 3. Жолтие води          | 33         | 44 989              | гр. Жолтие води        | 44 989              | 131                         |                                                                  |
| 4. Камянское            | 138        | 240 563             | гр. Камянское          | 235 066             | 48                          | Карнауховка                                                      |
| 5. Кривой рог           | 415        | 628 481             | гр. Кривой рог         | 628 481             | 151                         |                                                                  |
| 6. Марганец             | 37         | 48 665              | гр. Марганец           | 47 564              | 110                         | Мариевка                                                         |
| 7. Никопол              | 59         | 109 888             | гр. Никопол            | 109 888             | 121                         |                                                                  |
| 8. Новомосковск         | 36         | 70 599              | гр. Новомосковск       | 70 599              | 28                          |                                                                  |
| 9. Павлоград            | 59         | 105 788             | гр. Павлоград          | 105 788             | 76                          |                                                                  |
| 10. Першотравенск       | 3          | 28 215              | гр. Першотравенск      | 28 215              | 53                          |                                                                  |
| 11. Покров              | 26         | 40 809              | гр. Покров             | 39 497              | 146                         | Горняцкое, Чертомлик                                             |
| 12. Синелниково         | 23         | 30 602              | гр. Синелниково        | 30 602              | 48                          |                                                                  |
| 13. Терновка            | 18         | 28 298              | гр. Терновка           | 28 298              | 23                          |                                                                  |
| Административен район   |            |                     |                        |                     |                             |                                                                  |
| 1. Апостоловски         | 1380       | 53 612              | гр. Апостолово         | 13 792              | 190                         | гр. Зеленодолск                                                  |
| 2. Василковски          | 1330       | 31 612              | сгт Василковка         | 11 738              | 95                          | Писменное, Чаплино                                               |
| 3. Верхнеднепровски     | 1290       | 52 401              | гр. Верхнеднепровск    | 16 364              | 73                          | гр. Верховцево, Днепровское, Нововиколаевка                      |
| 4. Днепровски           | 1435       | 84 091              | сгт Слобожанское       | 13 221              | 13                          | гр. Подгорное, Обухово                                           |
| 5. Криворожки           | 1350       | 44 500              | гр. Кривой рог         |                     | 151                         | Радушное, Христофоровка                                          |
| 6. Криничански          | 1680       | 34 693              | сгт Кринички           | 4176                | 51                          | Аули, Божедаровка                                                |
| 7. Магдалиновски        | 1600       | 33 275              | сгт Магдалиновка       | 6335                | 59                          |                                                                  |
| 8. Межевски             | 1250       | 22 992              | сгт Межевая            | 7380                | 165                         | Демурино                                                         |
| 9. Никополски           | 1940       | 39 180              | гр. Никопол            |                     | 121                         | Червоногригоровка                                                |
| 10. Новомосковски       | 1990       | 72 563              | гр. Новомосковск       |                     | 28                          | гр. Перешчепино, Гвардейское, Губиниха, Мелиоративное, Черкаское |
| 11. Павлоградски        | 1450       | 27 155              | гр. Павлоград          |                     | 76                          |                                                                  |
| 12. Петриковски         | 930        | 24 960              | сгт Петриковка         | 4567                | 39                          | Куриловка, Николаевка                                            |
| 13. Петропавловски      | 1250       | 25 592              | сгт Петропавловка      | 7032                | 130                         |                                                                  |
| 14. Покровски           | 1210       | 33 798              | сгт Покровское         | 9910                | 127                         | Просяная                                                         |
| 15. Пятихатски          | 1650       | 44 217              | гр. Пятихатки          | 18 845              | 113                         | Вишневое, Лиховка                                                |
| 16. Синелниковски       | 1650       | 37 341              | гр. Синелниково        |                     | 48                          | Иларионово, Раздори, Сад, Славгород                              |
| 17. Солонянски          | 1730       | 38 049              | сгт Соленое            | 7628                | 39                          | Новопокровка                                                     |
| 18. Софиевски           | 1360       | 21 117              | сгт Софиевка           | 6748                | 105                         |                                                                  |
| 19. Томаковски          | 1190       | 24 237              | сгт Томаковка          | 6957                | 89                          |                                                                  |
| 20. Царичански          | 900        | 26 498              | сгт Царичанка          | 7415                | 80                          | Вапнярка                                                         |
| 21. Широковски          | 1215       | 26 365              | сгт Широкое            | 10 202              | 176                         | Николаевка                                                       |
| 22. Юриевски            | 900        | 12 833              | сгт Юриевка            | 2216                | 103                         |                                                                  |